# Líderes en robos de la NBA

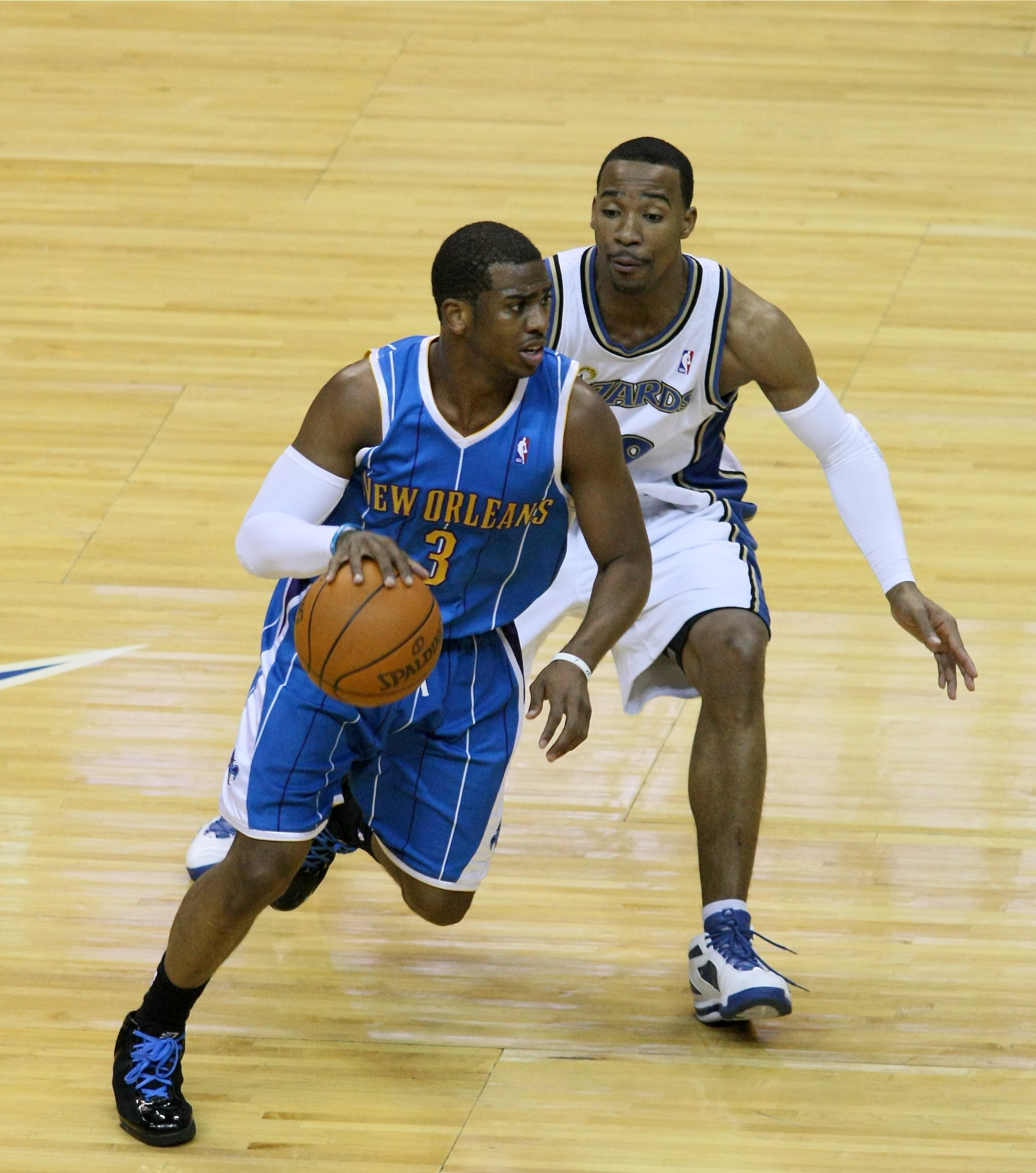
Chris Paul ha ganado 6 títulos de robos en 2008, 2009 y desde 2011 al 2014.

En el baloncesto, el robo es una "acción defensiva" que hace que el oponente pierda la posesión del balón. La National Basketball Association (Asociación Nacional de Baloncesto) (NBA) le otorga el título de robos al jugador con el mayor promedio de robos por partido en una temporada determinada. El título de robos fue reconocida por primera vez en la temporada 1973-74, cuando las estadísticas sobre robos fueron recopiladas por primera vez. Para calificar para el título de robos, el jugador debe participar en al menos 70 partidos (de 82), o tener al menos 125 robos. Este ha sido el criterio de entrada desde la temporada 1974-75.
Alvin Robertson tiene el récord de todos los tiempos por robos totales (301) y robos por partido (3.67) en una temporada; logrados en la temporada 1985-86. Entre los jugadores activos, Chris Paul obtiene el máximo de robos totales en una temporada (217) logrado en la temporada 2007-08 y el máximo de robos por partido (2.77) logrado en la temporada 2008-09.
Paul es el jugador que ha ganado más títulos de robos, con seis. Micheal Ray Richardson, Alvin Robertson, Michael Jordan y Allen Iverson todos siguen con tres. Magic Johnson, Mookie Blaylock, Baron Davis y John Stockton son los únicos otros jugadores en ganar más de un título de robos, con dos. Paul es el jugador con más títulos consecutivos, con cuatro. Tres jugadores han ganado tanto el título de robos y el campeonato de la NBA en la misma temporada: Rick Barry en 1975 con los Golden State Warriors, Magic Johnson en 1982 con el de Los Angeles Lakers y Michael Jordan en 1993 con los Chicago Bulls.

## Leyenda
|             |              | Jugador activo en la NBA                                     |                                                              |                                                              |                                                              |                                                              |
|             |              | Jugador miembro del Basketball Hall of Fame                  |                                                              |                                                              |                                                              |                                                              |
| Jugador (#) | Jugador (#)  | Indica el número de veces que el jugador ha ganado el título | Indica el número de veces que el jugador ha ganado el título | Indica el número de veces que el jugador ha ganado el título | Indica el número de veces que el jugador ha ganado el título | Indica el número de veces que el jugador ha ganado el título |
| Pos.        | Posición(es) | Posición(es)                                                 | B                                                            | Base                                                         | E                                                            | Escolta                                                      |
| A           | Alero        | Alero                                                        | AP                                                           | Ala-pívot                                                    | P                                                            | Pívot                                                        |

## Líderes en robos

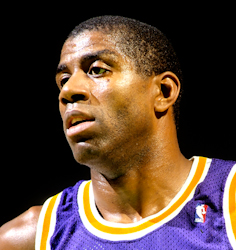
Magic Johnson líder de la liga en robos en dos temporada concecutivas.

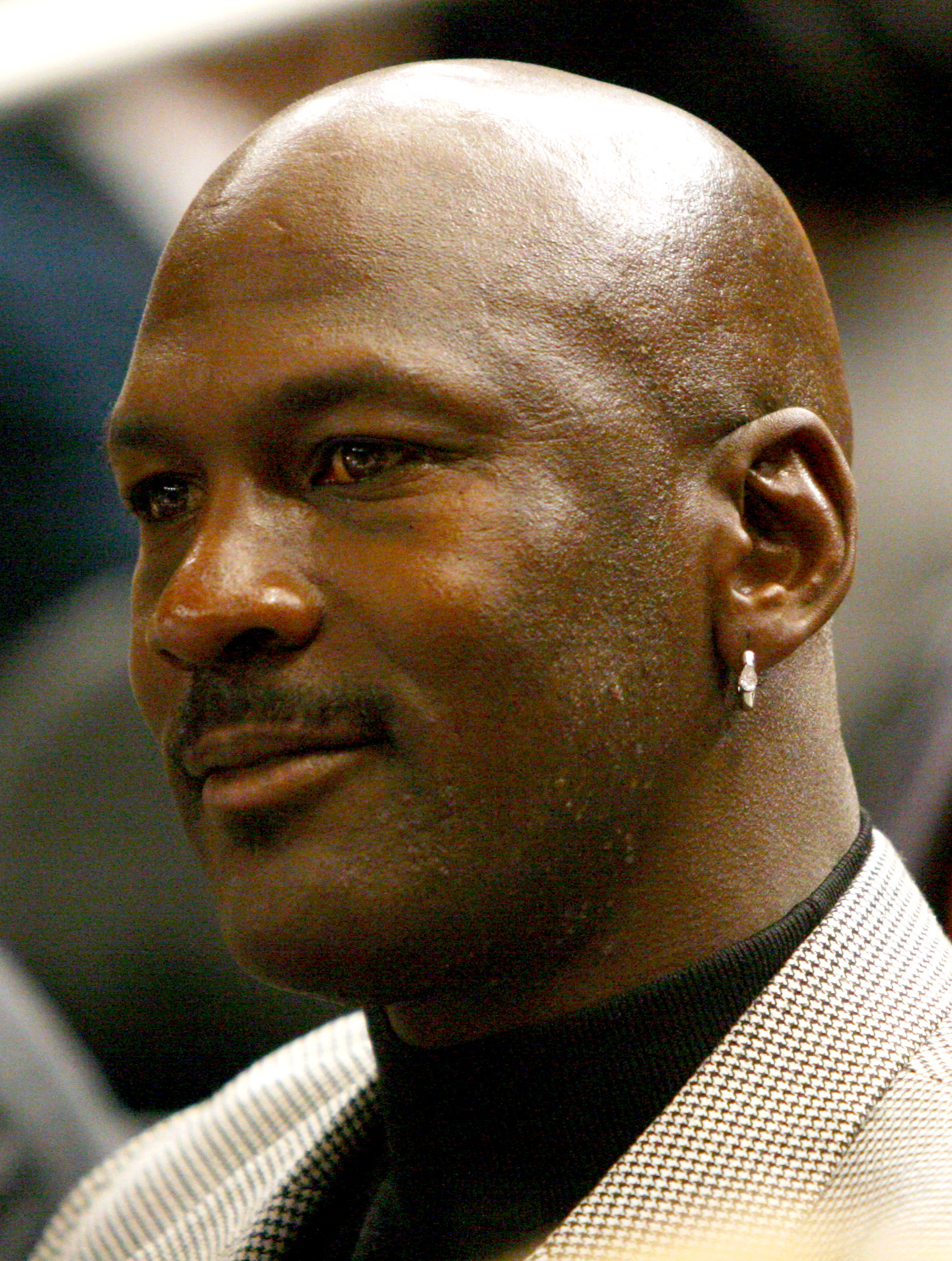
Michael Jordan líder de la liga en robos en tres ocasiones: 1988, 1990 y 1993.

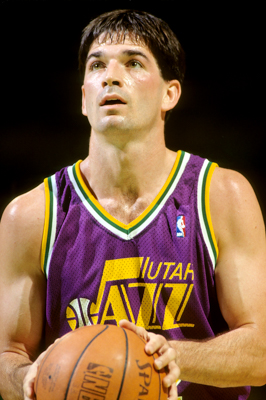
John Stockton fue líder en robos en 1989 y 1992.

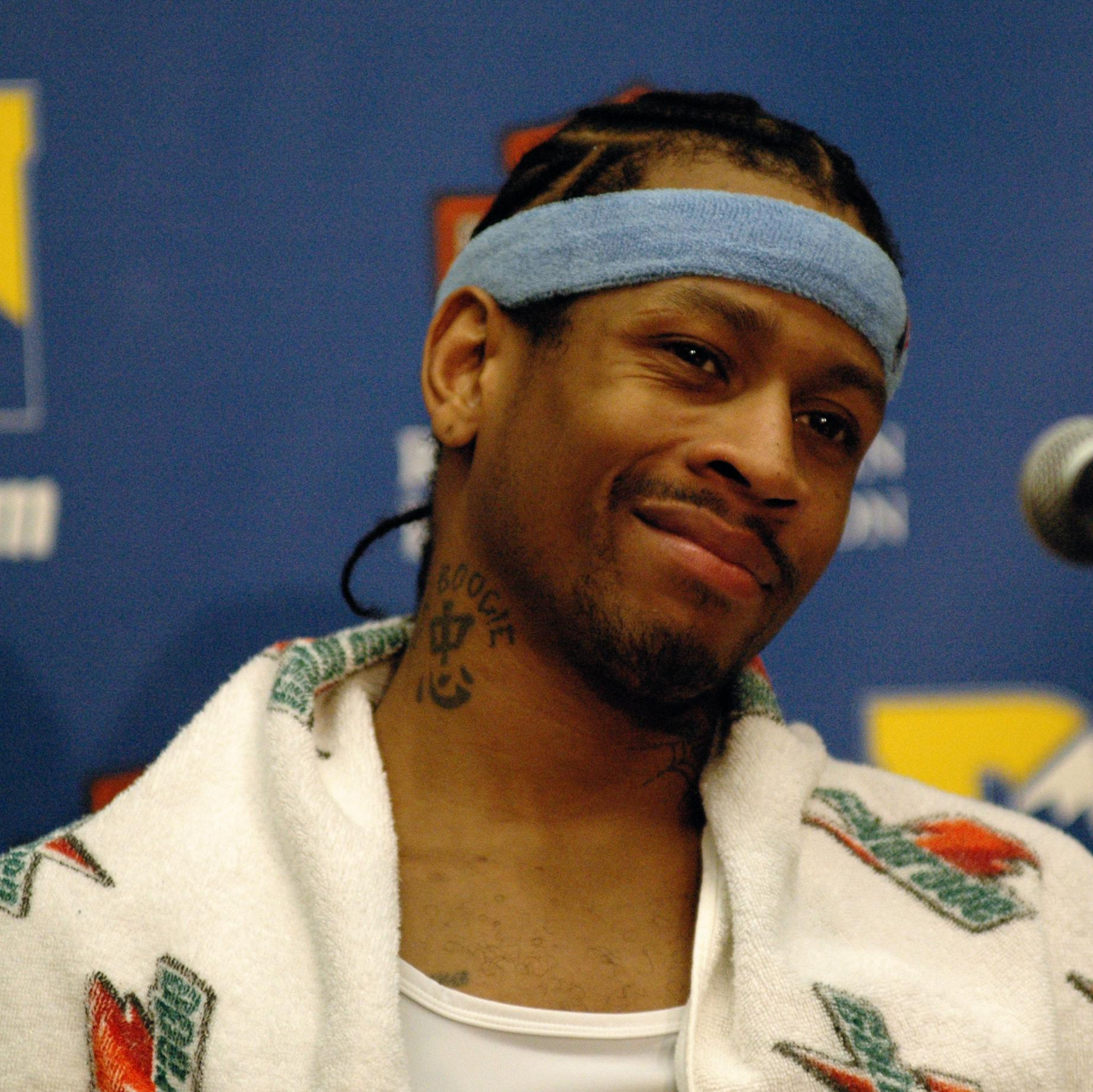
Allen Iverson ganador de tres títulos en su carrera.

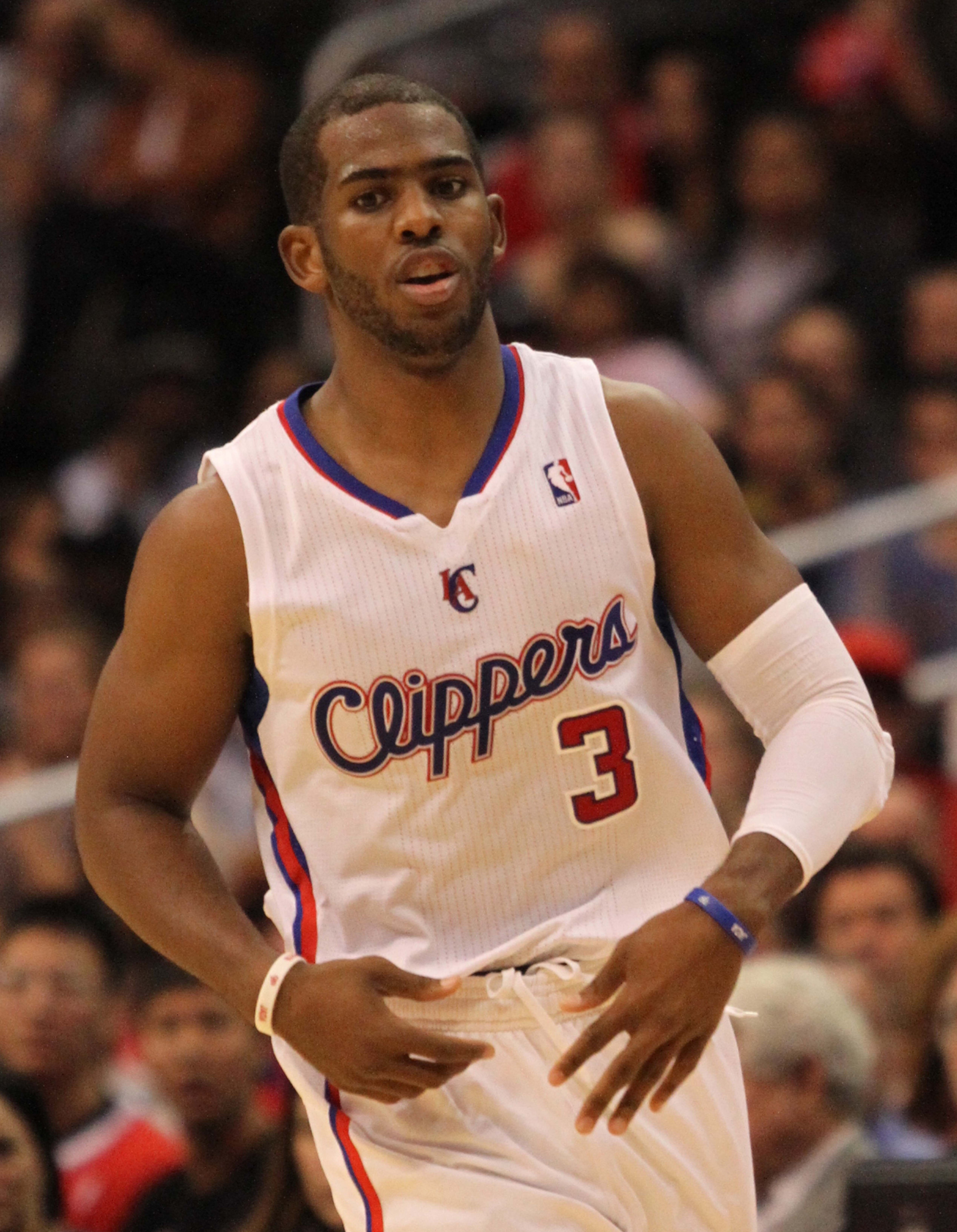
Chris Paul ha sido líder en seis ocasiones.

| Temporada | Jugador                    | Pos. | Equipo                                | Partidos jugados | Robos totales | Robos por partido | Referencias |
| --------- | -------------------------- | ---- | ------------------------------------- | ---------------- | ------------- | ----------------- | ----------- |
| 1973-74   | Larry Steele               | E    | Portland Trail Blazers                | 81               | 217           | 2.68              | [ 4 ]       |
| 1974-75   | Rick Barry                 | A    | Golden State Warriors                 | 80               | 228           | 2.85              | [ 5 ]       |
| 1975-76   | Slick Watts                | B    | Seattle SuperSonics                   | 82               | 261           | 3.18              | [ 6 ]       |
| 1976-77   | Don Buse                   | B    | Indiana Pacers                        | 81               | 281           | 3.47              | [ 7 ]       |
| 1977-78   | Ron Lee                    | B    | Phoenix Suns                          | 82               | 225           | 2.74              | [ 8 ]       |
| 1978-79   | M. L. Carr                 | A/E  | Detroit Pistons                       | 80               | 197           | 2.46              | [ 9 ]       |
| 1979-80   | Micheal Ray Richardson (1) | B/E  | New York Knicks                       | 82               | 265           | 3.23              | [ 10 ]      |
| 1980-81   | Magic Johnson (1)          | B/E  | Los Angeles Lakers                    | 37               | 127           | 3.43              | [ 11 ]      |
| 1981-82   | Magic Johnson (2)          | B/E  | Los Angeles Lakers                    | 78               | 208           | 2.67              | [ 12 ]      |
| 1982-83   | Micheal Ray Richardson (2) | B/E  | Golden State Warriors New Jersey Nets | 64               | 182           | 2.84              | [ 13 ]      |
| 1983-84   | Rickey Green               | B    | Utah Jazz                             | 81               | 215           | 2.65              | [ 14 ]      |
| 1984-85   | Micheal Ray Richardson (3) | B/E  | New Jersey Nets                       | 82               | 243           | 2.96              | [ 15 ]      |
| 1985-86   | Alvin Robertson (1)        | E    | San Antonio Spurs                     | 82               | 301           | 3.67              | [ 16 ]      |
| 1986-87   | Alvin Robertson (2)        | E    | San Antonio Spurs                     | 81               | 260           | 3.21              | [ 17 ]      |
| 1987-88   | Michael Jordan (1)         | E    | Chicago Bulls                         | 82               | 259           | 3.16              | [ 18 ]      |
| 1988-89   | John Stockton (1)          | B    | Utah Jazz                             | 82               | 263           | 3.21              | [ 19 ]      |
| 1989-90   | Michael Jordan (2)         | E    | Chicago Bulls                         | 82               | 227           | 2.77              | [ 20 ]      |
| 1990-91   | Alvin Robertson (3)        | E    | Milwaukee Bucks                       | 81               | 246           | 3.04              | [ 21 ]      |
| 1991-92   | John Stockton (2)          | B    | Utah Jazz                             | 82               | 244           | 2.98              | [ 22 ]      |
| 1992-93   | Michael Jordan (3)         | E    | Chicago Bulls                         | 78               | 221           | 2.83              | [ 23 ]      |
| 1993-94   | Nate McMillan              | E/A  | Seattle SuperSonics                   | 73               | 216           | 2.96              | [ 24 ]      |
| 1994-95   | Scottie Pippen             | A    | Chicago Bulls                         | 79               | 232           | 2.94              | [ 25 ]      |
| 1995-96   | Gary Payton                | B    | Seattle SuperSonics                   | 81               | 231           | 2.85              | [ 26 ]      |
| 1996-97   | Mookie Blaylock (1)        | B    | Atlanta Hawks                         | 78               | 212           | 2.72              | [ 27 ]      |
| 1997-98   | Mookie Blaylock (2)        | B    | Atlanta Hawks                         | 70               | 183           | 2.61              | [ 28 ]      |
| 1998-99   | Kendall Gill               | E/A  | New Jersey Nets                       | 50               | 134           | 2.68              | [ 29 ]      |
| 1999-00   | Eddie Jones                | E/A  | Charlotte Hornets                     | 72               | 192           | 2.67              | [ 30 ]      |
| 2000-01   | Allen Iverson (1)          | B/E  | Philadelphia 76ers                    | 71               | 178           | 2.51              | [ 31 ]      |
| 2001-02   | Allen Iverson (2)          | B/E  | Philadelphia 76ers                    | 60               | 168           | 2.80              | [ 32 ]      |
| 2002-03   | Allen Iverson (3)          | B/E  | Philadelphia 76ers                    | 82               | 225           | 2.74              | [ 33 ]      |
| 2003-04   | Baron Davis (1)            | B    | New Orleans Hornets                   | 67               | 158           | 2.36              | [ 34 ]      |
| 2004-05   | Larry Hughes               | E/A  | Washington Wizards                    | 61               | 176           | 2.89              | [ 35 ]      |
| 2005-06   | Gerald Wallace             | A    | Charlotte Bobcats                     | 55               | 138           | 2.51              | [ 36 ]      |
| 2006-07   | Baron Davis (2)            | B    | Golden State Warriors                 | 63               | 135           | 2.14              | [ 37 ]      |
| 2007-08   | Chris Paul (1)             | B    | New Orleans Hornets                   | 80               | 217           | 2.71              | [ 38 ]      |
| 2008-09   | Chris Paul (2)             | B    | New Orleans Hornets                   | 78               | 216           | 2.77              | [ 39 ]      |
| 2009-10   | Rajon Rondo                | B    | Boston Celtics                        | 81               | 189           | 2.33              | [ 40 ]      |
| 2010-11   | Chris Paul (3)             | B    | New Orleans Hornets                   | 80               | 188           | 2.35              | [ 41 ]      |
| 2011-12   | Chris Paul (4)             | B    | Los Angeles Clippers                  | 60               | 152           | 2.53              | [ 42 ]      |
| 2012-13   | Chris Paul (5)             | B    | Los Angeles Clippers                  | 70               | 169           | 2.41              | [ 44 ]      |
| 2013-14   | Chris Paul (6)             | B    | Los Angeles Clippers                  | 62               | 154           | 2.48              | [ 46 ]      |
| 2014-15   | Kawhi Leonard              | A    | San Antonio Spurs                     | 64               | 148           | 2.31              | [ 47 ]      |
| 2015-16   | Stephen Curry              | B    | Golden State Warriors                 | 79               | 169           | 2.14              | [ 48 ]      |
| 2016-17   | Draymond Green             | A    | Golden State Warriors                 | 76               | 154           | 2.03              | [ 49 ]      |
| 2017-18   | Victor Oladipo             | B    | Indiana Pacers                        | 75               | 177           | 2.36              | [ 50 ]      |
| 2018-19   | Paul George                | A/E  | Oklahoma City Thunder                 | 77               | 170           | 2.20              | [ 51 ]      |
| 2019-20   | Ben Simmons                | B/E  | Philadelphia 76ers                    | 57               | 119           | 2.09              | [ 52 ]      |
| 2020-21   | Jimmy Butler               | A    | Miami Heat                            | 52               | 108           | 2.08              | [ 53 ]      |
| 2021-22   | Dejounte Murray            | B    | San Antonio Spurs                     | 68               | 138           | 2.09              | [ 54 ]      |
| 2022-23   | OG Anunoby                 | A    | Toronto Raptors                       | 67               | 128           | 1.91              | [ 55 ]      |
| 2023-24   | De'Aaron Fox               | B    | Sacramento Kings                      | 74               | 150           | 2.03              | [ 56 ]      |
| 2024-25   | Dyson Daniels              | B    | Atlanta Hawks                         | 76               | 229           | 3.01              | [ 57 ]      |

## Los más galardonados
| Número | Jugador                |
| ------ | ---------------------- |
| 6      | Chris Paul             |
| 3      | Micheal Ray Richardson |
| 3      | Alvin Robertson        |
| 3      | Michael Jordan         |
| 3      | Allen Iverson          |
| 2      | Magic Johnson          |
| 2      | John Stockton          |
| 2      | Mookie Blaylock        |
| 2      | Baron Davis            |

* En negrita, los jugadores en activo.